# Kanyweka
Kanyweka är ett periodiskt vattendrag i Burundi.   Det ligger i provinsen Muramvya, i den nordvästra delen av landet, 40 kilometer nordost om huvudstaden Bujumbura.
Omgivningarna runt Kanyweka är en mosaik av jordbruksmark och naturlig växtlighet. Runt Kanyweka är det tätbefolkat, med 297 invånare per kvadratkilometer.